# Лебедина бухта
Лебеди́на бу́хта (крим. Aqquş körfezi, Лебеди́нка) — невелика бухта (південна частина Комишевої бухти, розташована на території Гагарінського району міста Севастополя.
З 7 вересня 2023 року місцевість передана до Бахчисарайського району Автономної Республіки Крим.
Назва відображає природно-географічні ознаки затоки і може бути пов'язане з гніздуванням або зимівлею тут лебедів.
Лебедяча бухта відносно мілководна, при цьому основний фарватер і південний край Комишевої бухти зазнали днопоглиблювальних робіт. Берегова лінія природна, великий камінь. Пляжі чи набережні не обладнані. Об'єкт аматорського рибальства в Лебяжі бухті — кефаль.